# Алеп
Алеп (арап. حلب — Халаб; грч. Αλεππο) је популационо други највећи град у Сирији и главни град истоимене покрајине. Према процени из 2021. било је 2.098.210 становника. Град има стратешки положај на прелазу из Мале Азије у Блиско-источни регион, недалеко од Средоземног мора у непосредној близини старог и некада развијеног града Антиохије који се налази на путу од Алепа до Средоземног мора што представља раздаљину од 150 km. Град се такође налази подједнако удаљен од Средоземног мора на западу и реке Еуфрат на истоку. Центар града је стављен на УНЕСКО-ву листу Светске баштине 1986. године.

## Историја
Град је постојао у старом веку, спомиње се у другом миленијуму пре нове ере, под Арабљанима је од 638. године, под Турцима Селџуцима од 1090. до 1117. године под опсадом Крсташа од 1118. до 1124. године. Монголи су га опустошили 1260. године, а Тамерлан 1401. Био је под турском влашћу од 1517. до 1918. године. Разорен је у земљотресима 1822. и 1830. године. За време грађанског рата у Сирији 2012. и 2013. године су у Алепу вођене борбе између снага лојалних председнику и опозиционара.
Током 28. новембра 2024. опозиционе снаге су извеле офанзиву, те су већ 29. новембра град и заузеле.

## Знаменитости
- Сук (базар, пијаца) у Алепу познат је по изузетној величини и старости. Дужина наткривених трговачких улица у алепском суку достиже 30 km[5].
- Цитадела (тврђава) на вештачком брду издигнутом 50 m, окружена одбрамбеним шанцем, из тринаестог је века. Насеље које се у њој налазило је значајно уништено у земљотресима. Данас цитадела представља туристичку атракцију и археолошки локалитет у самом центру града.
- Велика џамија из 713. године у центру града, у којој се налазе мошти Светог Захарије, оца Јована Крститеља. Изградња данашње џамије почела је 1158. године, али је она значајно оштећена у монголским освајањима у 13. веку. Минарет џамије изграђен је за време Турака, а висок је 45 m.
- Алепски бор је врста бора која је заступљена у овом делу Сирије, а среће се и у читавом Средоземљу.
- град Алеп је постојбина сапуна који се и данас производи, и представља значајан производ типичан за град.

## Галерија
- Сук у Алепу
- Сук у Алепу
- Минарет велике џамије
- Двориште велике џамије